# Троцина Трохим Васильович
Трохим Васильович Троцина (*? — †1708, Лебедин) — український військовий діяч доби Іоанна Мазепи. Сотник Срібнянської сотні, Полковий Суддя та Наказний Полковник Прилуцького полку Гетьманщини. 
Учасник українсько-російської війни 1708—1714.

## Біографія
Козацький рід Троцин згадується у Срібнянській сотні Прилуцького полку з часів Гетьмана Іоанна Самойловича. Вже 1682 року Трохим Троцина стає сотником у Срібному, де він та його син понад півстоліття очолюють цю багату адміністративно-військову одиницю Гетьманщини. 
У часи Іоанна Мазепи близько сходиться із довіреною особою Гетьмана — прилуцьким Полковником Дмитром Горленком. Саме він висунув його 1707 року на старшинську посаду — Прилуцького Полкового Судді. Вже наступного року призначений Наказним Полковником, і в цій якості отримав повідомлення Дмитра Горленка про укладення союзу із Швецією з одночасним наказом — мобілізувати Прилуцький Полк для військових дій проти Московії. У листі до Наказного Полковника Горленко, зокрема, зазначав: 
| ...Для чего и для каких причин с шведскими войсками совокупились, буде универсалами его Милости Пана Гетмана, нашого добродія, в скором часі всій Украине объявлено, ибо не для какой приватии, но для добра всего поступства вольностей. [1] |
На початку листопада 1708 року, після падіння Батурина, Полковий Обозний Прилуцького полку Іван Ніс розгорнув активну антиурядову діяльність — він перейшов на бік московського володаря Петра Романова. Його зусиллями зірвана і мобілізація Прилуцького полку для з'єднання із союзною шведською армією, і підроблено підпис Наказного Полковника Троцини — у фальшивому зверненні прилуцьких козаків "про вірність царю". Фактично, Трохим Троцина не зміг нейтралізувати підривну діяльність зрадника Носа, не виконавши наказ Горленка. 
Сам Трохим Троцина імовірно вже у листопаді 1708 року приєднався до урядового табору Гетьмана Іоанна Мазепи і був відправлений на чолі дипломатичної місії Гетьманщини для переговорів із урядом Запорозької Січі. Проте місія була перехоплена ворожими московськими загонами, сам Троцина етапований в Слобідську Україну, місто Лебедин. За припущенням історика Сергія Павленка, у Лебедині його було страчено московитами разом із іншими старшинами — вірними присязі Гетьману та королю Карлу ХІІ. 
Попри розправу із Трохимом Троциною, новий Гетьман Іоанн Скоропадський зміг зберегти вплив клану Троцин принаймні у Срібнянській сотні. Син страченого старшини — Андрій Троцина — очолював сотенний уряд аж до 1739 року, переживши вбивцю свого батька — Петра Романова — на 14 років.  

## Діти
- Троцина Андрій Трохимович – сотник Срібнянської сотні (24.05.1707 р. — †13.01.1732 р.).
- Троцина Антон Трохимович – сотник Срібнянської сотні з 1707 р. (універсал від 24.05.1707 р. прилуцького полковника Дмитра Горленка) на місці   батька, звільнений 13.01.1739 р., помер 6.05.1749 р.